# Ан Ривърс Сидънс
Ан Ривърс Сидънс (на английски: Anne Rivers Siddons) е американска писателка, авторка на произведения в жанра социална драма, любовен роман, хорър и документалистика.

## Биография и творчество
Ан Ривърс Сидънс, с рождено име Сибил Ан Ривърс, е родена на 9 януари 1936 г. в Атланта, Джорджия, САЩ. Единствено дете на Марвин и Катрин Ривърс. Израства във Феърбърн, Джорджия. Следва в университета „Обърн“, като първоначално получава бакалавърска степен по архитектура, а след това специализира илюстрация. В университета е член на женската общност Delta Delta Delta, и списва колонка в студентския вестник, а темата на публикациите ѝ е интеграцията. Университетската администрация прави опит да премахне колонката и да я уволни, но случаят получава широк обществен отзвук.
След дипломирането си през 1958 г. работи в рекламата за различни компании и банки, включително журналист в списание „Атланта“ (1964 – 1967), където достига до позицията отговорен редактор. От 1974 г. се посвещава на писателската си кариера. Жени се на трийсетгодишна възраст и двамата със съпруга ѝ Хейуърд Сидънс живеят в Чарлстън, Южна Каролина.
Първата ѝ книга „Джон Чансълър ме кара да плача“ е издадена през 1975 г. Първият ѝ роман „Хотел „Разбито сърце“ е издаден през 1976 г. Той история за студентка в южен колеж през 50-те години на ХХ век, която иска да отхвърли консервативните модели на поведение. През 1989 г. романът е екранизиран във филма „Сърцето на Юга“ с участието на Али Шийди и Трийт Уилямс.
Следващият ѝ роман от 1978 г., „Съседската къща“, е история за мистериозна нова къща в квартала, която сякаш разрушава тихият и приятелски живот на обитателите на малката улица, преследва слабостите на своите обитатели и бавно унищожава добротата в тях. През 2006 г. романът е екранизиран в едноименния телевизионен филм с участието на Лара Флин Бойл.
През 1991 г. е издаден романът ѝ „Над бездната“. В къща на брега на океана четири жени се събират след двадесетгодишна раздяла, за да възкресят златните спомени на младостта. Горчиво-сладостната седмица завършва с буря, в която природата и страстите помитат тайните на миналото и дават тласък на жаждата за живот.
През 2000 г. е издаден романът ѝ „Нора, Нора“. В историята животът на скромната Пейтън се променя драстично след пристигането на непознатата ѝ братовчедка Нора Финдли, Шокиращото и твърде независимо поведение на гостенката скандализира всички, но връща смеха и радостта в къщата на Пейтън, която е загубила майка си. Но една тайна от миналото на Нора разтърсва страдащите от расови предразсъдъци жители на Литън и променя завинаги живота на Пейтън.
През 1991 г. получава почетната степен „доктор хонорис кауза“ по литература от университета „Огълторп“, Джорджия.
Ан Ривърс Сидънс умира от рак на белия дроб на 11 септември 2019 г. в Чарлстън, Южна Каролина.

## Произведения

### Самостоятелни романи
- Heartbreak Hotel (1976)[1][2][3][4]
- The House Next Door (1978)
- Fox's Earth (1981)
- Homeplace (1987)
- Peachtree Road (1989)
- Kings Oak (1990)
- Outer Banks (1991)
Над бездната, изд.: ИК „Бард“, София (1995), прев. Мария Георгиева
- Colony (1992)
- Hill Towns (1993)
- Downtown (1994)
- Fault Lines (1995)
- Up Island (1997)
- Low Country (1998)
- Nora, Nora (2000)
Нора, Нора, изд.: ИК „Обсидиан“, София (2001), прев. Елика Рафи
- Islands (2004)
- Sweetwater Creek (2005)
- Off Season (2008)
- Burnt Mountain (2011)
- The Girls of August (2014)

### Пиеси
- Rapunzel (2006)[1][3]

### Документалистика
- John Chancellor Makes Me Cry (1975) – сборник от есета[1][2][3][4]
- Go Straight on Peachtree (1978)

### Екранизации
- 1989 Сърцето на Юга, Heart of Dixie – по романа „Хотел „Разбито сърце“, с Али Шийди и Трийт Уилямс[1]
- 2006 The House Next Door – тв филм, с Лара Флин Бойл и Колин Фъргюсън